# Contramars
De contramars of tegenmars is een methode binnen de krijgskunde uit de zestiende eeuw voor het verbeteren van de vuurkracht van een groep musketiers op het slagveld door het in rotatie afvuren in salvo's.

## Methode
Bij de contramars vuurt het voorste lid van een rij infanteristen om vervolgens tussen de rijen door achteraan aan te sluiten, waardoor de tweede infanterist vooraan komt, het furket kan plaatsen om te richten en te vuren. Door deze roulatie kan de voorste rij aanhoudend vuren, terwijl de andere infanteristen gelegenheid hebben het wapen schoon te maken en te herladen. Een alternatieve methode, uitgevoerd bij gesloten compacte groepen, is de enfilade waarbij de eerste infanterist na het vuren om de totale groep loopt om vervolgens achteraan aan te sluiten. Indien de enfilade wordt uitgevoerd door cavaleristen wordt gesproken over een caracole. Aanvankelijk werd de contramars uitgevoerd met tien rijen, maar nadat de laadtijd werd verkort door verbeterde vuurwapens kon dit terug worden gebracht naar zes rijen.

## Geschiedenis

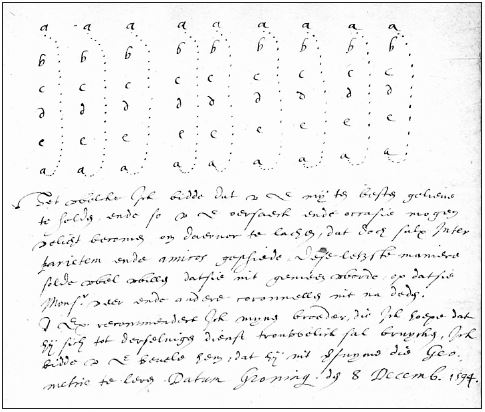
Tekening met toelichting van de contramars voor het eerst voorgesteld in een brief op 8 december 1594 door Willem Lodewijk van Nassau aan Maurits. Iedere letter staat voor een soldaat. Zodra A geschoten heeft sluit hij achter aan en kan hij zijn wapen laden, terwijl ondertussen B zijn wapen afvuurt, etc.

Eind vijftiende eeuw werd gezocht naar methoden om de slagkracht van haakbusschutters en musketiers te verbeteren door het gelijktijdig afvuren van het wapen in een salvo of volley. Aanleiding hiervoor was de lange laadtijd en onnauwkeurigheid van de gebruikte vuurwapens. Hoewel de contramars al in 1586 werd voorgesteld door de Spaanse militair Equiluz worden Maurits van Oranje en Willem Lodewijk door veel auteurs gezien als de degene die de contramars aan het begin van de Tachtigjarige Oorlog op een grootschalige gestandaardiseerde manier in praktijk brachten in het staatse leger. Aanvankelijk riep de nieuwe methode weerstand op bij militairen omdat het lachwekkend zou overkomen. In een brief van Lodewijk aan Maurits legt hij de contramars uit maar waarschuwt hij om deze alleen met vertrouwelingen te bespreken totdat de effectiviteit is bewezen. Lodewijk had zich laten inspireren door het werk Politicorum sive Civilis Doctrinae Libri Sex van Justus Lipsius. In dit werk betoogt Lipsius dat werken uit de klassieke oudheid gebruikt kunnen worden om de krijgskunst te verbeteren. Zo geeft de schrijver Aulian in zijn boek Tactica (ca. 100 v Christus) een eerste aanzet voor de contramars. Ook beargumenteert Lipsius waarom techniek en discipline doorslaggevend kunnen zijn op het slagveld.
Om het proces te verbeteren werd het herladen gestandaardiseerd en uitgevoerd aan de hand van commando's. Jacob de Gheyn legt de instructies van de contramars in 1597 vast in zijn boek "Wapenhandelinghe van roers, musquetten ende spiessen". Na het openbaar maken van dit boek in 1609 werd de countermars verder verspreid en overgenomen door Henry Hexman in zijn boek Principles of the art militarie 1642 en John Cruso in zijn boek Instructions militarie, 1632.
Gustaaf II Adolf van Zweden verbetert tijdens de Dertigjarige Oorlog de contramars door de achterliggende rijen de gelegenheid te geven voor het vuren te vorderen op het slagveld. Ook kon hij door verbeterde vuurwapens het aantal rijen verkleinen.